# Station Charnowo Słupskie
Station Charnowo Słupskie is een spoorwegstation in de Poolse plaats Charnowo.